# Hosahalli.G, Gubbi
Hosahalli.G là một làng thuộc tehsil Gubbi, huyện Tumkur, bang Karnataka, Ấn Độ.